# Speedway (film)
 For alternative betydninger, se Speedway (flertydig). (Se også artikler, som begynder med Speedway)
Speedway er en amerikansk film fra 1968. Filmen, hvis hovedrolle blev spillet af Elvis Presley, blev produceret af Douglas Laurence på MGM og havde Norman Taurog som instruktør.
Filmen blev indspillet fra den 26. juni til den 18. august 1967 og havde premiere den 12. juni 1968 i Charlotte i North Carolina. Den havde dansk premiere den 15. april 1969 med samme titel.
Speedway var den 27. i rækken af film med Elvis Presley. Filmen, hvis manuskript blev skrevet af Philip Shuken, handler om et par racerkørere med rod i pengesagerne, som ansætter en køn ung pige til at styre finanserne og bringe dem på fode. Efter en hel del genvordigheder undervejs lykkes operationen heldigvis til slut.
Speedway blev optaget på Lowe's Motor Speedway i Concord, North Carolina. Elvis Presleys kvindelige modspiller var Nancy Sinatra.

## Rollebesætningen
De væsentligste roller i Speedway var således fordelt:
- Elvis Presley - Steve Grayson
- Nancy Sinatra - Susan Jacks
- Bill Bixby - Kenny Danford
- Gale Gordon - Hepworth
- William Schallert - Abel Esterlake

## Musik
Der var indlagt i alt syv sange med Elvis Presley i filmen samt en med Nancy Sinatra foruden en duet med de to solister. De ni sange blev udsendt på LP'en Speedway i juni 1968. LP'en indeholdt tillige tre bonussange, som ikke havde tilknytning til filmen. Sinatras tilstedeværelse på en af Presleys plader er enestående og er den eneste gang en anden solist har fået et nummer med på en af Presleys plader, uden at han selv bidrog til nummeret.
LP'en med filmens soundtrack blev udsendt – ligesom samtlige Elvis' soundtracks indtil da – som både mono- og stereoindspilning. Dette blev den sidste af Elvis Presleys plader, der produceredes i en mono-version, idet der herefter udelukkende blev produceret stereo-plader.
LP-pladen indeholdt følgende kompositioner:

### Side 1
- "Speedway" (Mel Glazer, Stephen Schlaks) – 20. juni 1967
- "There Ain't Nothing Like A Song" (Joy Byers, William Johnston) – 20. juni 1967 – duet med Nancy Sinatra
- "Your Time Hasn't Come Yet Baby" (Bobby Hirschorn, Tom Kasha) – 20. juni 1967
- "Who Are You (Who Am I)" (Ben Weisman, Sid Wayne) – 20. juni 1967
- "He's Your Uncle Not Your Dad" (Ben Weisman, Sid Wayne) – 21. juni 1967
- "Let Yourself Go" (Joy Byers) – 21. juni 1967

### Side 2
- "Your Groovy Self" (Lee Hazlewood) – 19. juni 1967 – sunget af Nancy Sinatra
- "Five Sleepy Heads" (Roy C. Bennett, Sid Tepper) – 20. juni 1967
- "Western Union" (Roy C. Bennett, Sid Tepper) – 27. maj 1963 – "bonussang", senere udgivet på The Lost Album fra 1990
- "Mine" (Roy C. Bennett, Sid Tepper) – 10. september 1967 – "bonussang"
- "Goin' Home" (Joy Byers) – 15. januar 1968 – "bonussang"
- "Suppose" (George Goehring, Sylvia Dee) – 20. juni 1967

"Five Sleepy Heads" baserer sig på "Lullaby", en vuggesang skrevet af Johannes Brahms.